# Pío García-Escudero
Pío García-Escudero Márquez, iv conde de Badarán, (Madrid, 28 de octubre de 1952) es un político y arquitecto español. Destaca por haber sido senador desde 1995, llegando a presidir la Cámara Alta entre 2011 y 2019.
En el ámbito interno del Partido Popular, ha sido presidente del Partido Popular de la Comunidad de Madrid en dos ocasiones (1993-2004 y 2018-2022) y presidente de la fundación Fundescam (2000-2004). Asimismo, también ha sido diputado de la Asamblea de Madrid entre los años 1991 y 2003.

## Biografía
Nació en Madrid, en 1952, siendo el mayor de los diez hijos de Felipe García-Escudero y Torroba, iii conde de Badarán, y Eloísa Márquez y Cano, y recibió el nombre de su abuelo, el conde Pío García-Escudero y Fernández de Urrutia, que fuera rector de la Universidad Politécnica de Madrid.  
García-Escudero estudió arquitectura en la Escuela Superior de Arquitectura de Madrid. 
Entró en la política en 1987, de la mano de José María Aznar, elegido presidente de la Junta de Castilla y León ese mismo año, que le nombró director general de Patrimonio y Promoción Cultural. 
En 1991 resultó elegido diputado por el Partido Popular (PP) en la Asamblea de Madrid, escaño que ocupó hasta el año 2003, y en 1993 se convierte en presidente del PP en Madrid, cargo que ocupó hasta 2004. Asimismo, entre 2003 y 2004 fue concejal del Ayuntamiento de Madrid, siendo además director de Rehabilitación del Casco Antiguo y segundo teniente de alcalde. 
Participó como arquitecto en la restauración de la Catedral de Burgos entre 1994 y 1997, cuya restauración de la capilla de los Condestables recibió el premio Hispania Nostra en 1996.
Desde el año 1995 es senador, primero designado por la Asamblea de Madrid y posteriormente como senador electo. Desde las elecciones generales de 2004 hasta las de noviembre de 2019, García-Escudero fue el senador más votado de España. Asimismo, ostenta el record de ser el senador más votado de la democracia actual, con casi 1,66 millones de votos en 2008. Como senador, además de pertenecer a numerosas comisiones, ha sido portavoz de su partido en dos ocasiones, la primera fue de 1996 a 1999 y la segunda de 2004 a 2011.
El 13 de diciembre de 2011 fue elegido presidente del Senado para la X Legislatura. En 2013 admitió que recibió un pago de la Caja B del Partido Popular en los llamados Papeles de Bárcenas, concretamente fueron 30 000 euros que Bárcenas le ofreció para reparar los desperfectos causados en su vivienda a causa de un atentado de ETA. El 13 de enero de 2016 fue reelegido presidente del Senado para la XI Legislatura. El 26 de julio de 2017, declaró como testigo ante la Audiencia Nacional en marco de la investigación por el Caso Gürtel.
El 28 de mayo de 2018 fue elegido presidente del Partido Popular de la Comunidad de Madrid, por el Comité Ejecutivo Nacional, tras la dimisión de Cristina Cifuentes, hasta la celebración de un Congreso regional tras las elecciones municipales y autonómicas de 2019.

### Matrimonio e hijos
Contrajo matrimonio en Valladolid el 15 de junio de 1982 con María del Carmen Ramos Pérez, con la que ha tenido dos hijos:
- Pío García-Escudero Ramos (n. 1984)
- Miguel García-Escudero Ramos (n. 1987)

## Cargos desempeñados
- Director general de Patrimonio y Promoción Cultural de la Junta de Castilla y León (1987-1991).
- Diputado en la Asamblea de Madrid (1991-2003).
- Presidente del PP de Madrid (1993-2004) (2018-)
- Senador designado por la Asamblea de Madrid (1995-2003; v, vi y vii legislaturas de las Cortes Generales.[9]
- Senador por Madrid (desde 2004).
- Portavoz del Grupo Popular en el Senado de España (1996-1999).
- Segundo teniente de alcalde y concejal de Urbanismo de Madrid (2003-2004).
- Portavoz del Grupo Popular en el Senado de España (2004-2011).
- Presidente del Senado de España (2011-2019).